# Dave Sheridan
David Christopher "Dave" Sheridan (Newark, 10 marzo 1969) è un attore, sceneggiatore e musicista statunitense.

## Carriera
Debutta come musicista nel gruppo metal rock demenziale Van Stone (da qui il nome d'arte) per poi entrare nel mondo dello spettacolo partecipando spesso e volentieri a Saturday Night Live ove diventa cabarettista fisso. 
Dopo l'abbandono del famoso show, entra a far parte di The Second City un teatro di Chicago per recitazione improvvisata, dove inizia a intraprendere la carriera da attore. 
Nel 1996 viene scritturato da MTV per la serie televisiva Buzzkill e pochi anni dopo vede il successo interpretando Doofy Gilmore aka Ghostface nel cult movie parodistico Scary Movie.
Negli anni di carriera, l'esperienza accumulata lo aiuta a creare il Dave Sheridan's America, un programma televisivo per comici, cabarettisti al debutto.
Compare in due video dei Red Hot Chili Peppers, By the Way e Universally Speaking, entrambi singoli dell'album By the Way.

## Filmografia parziale
- Short Cinema, regia di James T. Volk (1998)
- Scary Movie, regia di Keenen Ivory Wayans (2000)
- The Det. Kent Stryker One-Man Film (2001)
- Ghost World, regia di Terry Zwigoff (2001)
- Bubble Boy, regia di Blair Hayes (2001)
- Corky Romano - Agente di seconda mano (Corky Romano), regia di Rob Pritts (2001)
- Frank McKlusky, C.I., regia di Arlene Sanford (2002)
- The Fighting Temptations, regia di Jonathan Lynn (2003)
- Windy City Heat, regia di Bobcat Goldthwait (2003)
- Ladykillers (The Ladykillers), regia di Joel ed Ethan Coen (2004)
- La casa del diavolo (The Devil's Rejects), regia di Rob Zombie (2005)
- Van Stone: Tour of Duty, regia di Troy Miller (2006) - film TV
- Gay Robot, regia di Tom Gianas (2006) - film TV
- Quel nano infame (Little Man), regia di Keenen Ivory Wayans (2006)
- Stone & Ed, regia di Adam Meyerowitz (2008)
- Your Name Here, regia di Matthew Wilder (2008)
- Sex Movie in 4D (Sex Drive), regia di Sean Anders (2008)
- All's Faire in Love, regia di Scott Marshall (2009)
- Ghost Movie (A Haunted House), regia di Michael Tiddes (2013)
- Ghost Movie 2 - Questa volta è guerra (A Haunted House 2), regia di Michael Tiddes (2014)
- Cinquanta sbavature di nero (Fifty Shades of Black), regia di Michael Tiddes (2016)
- Ricomincio da nudo (Naked), regia di Michael Tiddes (2017)